# 권리장전 (미국)

미합중국 헌법 권리장전

미합중국 헌법 권리장전(美合衆國 憲法 權利章典, 영어: United States Bill of Rights)은 미국 헌법 수정 제1조부터 제10조까지를 말한다.
연방정부의 권력을 제한하여 시민의 권리를 보호하자는 취지에서 제임스 매디슨이 주도하여 1791년 12월 15일에 발효되었다. 권리장전에는 표현, 언론, 종교의 자유와 무기 소지의 자유, 집회의 자유 등이 포함되어 있다.
권리장전은 미국 국민의 기본 권리를 기술하고 있어, 미국인들의 일상 생활에 가장 직접적으로 영향을 미친다는 평가가 있다.

## 내용

### 전문(Preamble)
미합중국의 의회는 1789년 3월 4일 수요일에 뉴욕시에서 소집되어 개회되었다. 

몇 개의 주들로 이루어진 회의에서 각 주들이 헌법을 채택하는 시점에 권력의 오남용을 막기 위하여 좀 더 단정적이고 제한적인 규정이 추가되어야 하고 이러한 조치가 정부에 대한 대중적 신뢰의 지평을 확대하여 정부 시행 제도의 유익한 목적을 가장 잘 확신시켜 줄 것이라는 희망을 피력하였다.

소집된 의회 상하원 각각 3분의 2의 찬성으로 다음의 조항을 미합중국 헌법의 수정조항으로 하기로 각 주의 주 의회에 제안하여 전부 또는 일부의 조항은 제안된 주 의회 4분의 3이 비준할 때 모든 의도와 목적에 따라 헌법의 일부로서 유효하게 하기로 미합중국 의회의 상하원에 의하여 의결되었다. 즉,

의회에 의하여 발의되고 각 주의 주 의회에 의하여 비준된 미합중국 헌법에 대한 수정 추가 조항은 원 헌법 제5조에 따른 것이다.
Congress of the United States begun and held at the City of New-York, on Wednesday the fourth of March, one thousand seven hundred and eighty nine.

THE Conventions of a number of the States, having at the time of their adopting the Constitution, expressed a desire, in order to prevent misconstruction or abuse of its powers, that further declaratory and restrictive clauses should be added: And as extending the ground of public confidence in the Government, will best ensure the beneficent ends of its institution. 

RESOLVED by the Senate and House of Representatives of the United States of America, in Congress assembled, two thirds of both Houses concurring, that the following Articles be proposed to the Legislatures of the several States, as amendments to the Constitution of the United States, all, or any of which Articles, when ratified by three fourths of the said Legislatures, to be valid to all intents and purposes, as part of the said Constitution; viz.

ARTICLES in addition to, and Amendment of the Constitution of the United States of America, proposed by Congress, and ratified by the Legislatures of the several States, pursuant to the fifth Article of the original Constitution.

### 조항

#### 제1조
제1조는 국교 금지, 종교의 자유, 언론·출판의 자유, 평화적인 집회의 자유, 청원권에 대한 조항이다.
의회는 국교를 정하거나 종교 행위를 금지하는 법을 제정하여서는 아니된다. 또 의회는 언론·출판의 자유 또는 국민들이 평화적으로 집회를 할 수 있는 권리와 고충 처리를 위해 정부에 청원할 수 있는 권리를 제한하는 법을 제정하여서는 아니된다.
Congress shall make no law respecting an establishment of religion, or prohibiting the free exercise thereof; or abridging the freedom of speech, or of the press; or the right of the people peaceably to assemble, and to petition the Government for a redress of grievances.

#### 제2조
제2조는 무장의 자유에 대한 조항이다.
철저히 조직된 민병대는 자유로운 국가(free State)를 보장하는데 필요하므로, 무기를 소장하고 휴대하는 국민의 권리를 침해할 수 없다.
A well regulated Militia, being necessary to the security of a free State, the right of the people to keep and bear Arms, shall not be infringed.

#### 제4조
제4조는 체포·구속·압수·수색에 대한 조항이다.
불합리한 압수와 수색에 대하여 신체,주거,서류,물건의 안전을 확보할 국민의 권리는 침해되어서는 아니된다. 선서나 확약에 의하여 상당하다고 인정되는 이유가 있어 특별히 수색할 장소와 압수할 물건, 체포·구속할 사람을 특정한 경우를 제외하고는 영장은 발부되어서는 아니된다.
The right of the people to be secure in their persons, houses, papers, and effects, against unreasonable searches and seizures, shall not be violated, and no Warrants shall issue, but upon probable cause, supported by Oath or affirmation, and particularly describing the place to be searched, and the persons or things to be seized.

#### 제5조
제5조는 적법절차의 원리, 일사부재리의 원칙, 자기부죄 금지의 원칙, 공용침해에 대한 조항이다.
누구라도 대배심의 고발이나 공소 제기에 의하지 아니하고는 사형에 해당하는 죄나 중죄에 대하여 심문당해서는 아니된다. 다만 전쟁시나 공공의 위험이 발생했을 때에 육해군이나 민병대에 현실적으로 복무중인 경우는 예외로 한다. 또한 어느 누구도 동일한 범죄에 대하여 생명이나 신체의 위험에 두 번 처해져서는 아니되고, 어느 형사 사건에서도 자신의 증인이 될 것을 강요받아서는 아니되며, 적법절차에 의하지 아니하고 생명이나 자유 또는 재산이 박탈당해서는 아니된다. 또 사유재산권은 정당한 보상 없이는 공익 목적을 위하여 수용되어서는 아니된다.
No person shall be held to answer for any capital, or otherwise infamous crime, unless on a presentment or indictment of a Grand Jury, except in cases arising in the land or naval forces, or in the Militia, when in actual service in time of War or public danger; nor shall any person be subject for the same offence to be twice put in jeopardy of life or limb; nor shall be compelled in any criminal case to be a witness against himself, nor be deprived of life, liberty, or property, without due process of law; nor shall private property be taken for public use, without just compensation.

#### 제6조
제6조는 피고인의 권리에 대한 조항이다.
모든 형사절차에서 피고인은 죄를 범한 주와 특별구의 공평한 배심원단에 의한 신속하고 공개적인 재판을 받을 권리를 향유한다. 이 경우 특별구는 법에 의하여 미리 인정받아야 한다. 또한 피고인은 공소의 성질과 이유를 통보받을 권리, 자신에게 불리한 증인을 대면할 권리, 자신에게 유리한 증인을 확보할 강제절차를 보장받을 권리, 방어를 위하여 변호인의 조력을 받을 권리를 향유한다.

In all criminal prosecutions, the accused shall enjoy the right to a speedy and public trial, by an impartial jury of the State and district wherein the crime shall have been committed, which district shall have been previously ascertained by law, and to be informed of the nature and cause of the accusation; to be confronted with the witnesses against him; to have compulsory process for obtaining witnesses in his favor, and to have the Assistance of Counsel for his defense.

#### 제7조
제7조는 배심원단에 의한 민사재판을 받을 권리에 대한 조항이다.
 분쟁의 가치가 20달러를 초과하는 보통법상의 소송에서, 배심원에 의한 공판을 받을 권리가 주어진다. 배심에 의하여 심리된 사실은 보통법의 규정에 의하는 것 외에 미국의 어느 법원에서도 재심받지 아니한다.
In suits at common law, where the value in controversy shall exceed twenty dollars, the right of trial by jury shall be preserved, and no fact tried by a jury, shall be otherwise reexamined in any Court of the United States, than according to the rules of the common law.

#### 제8조
제8조는 보석금과 잔혹하고 통상적이지 않은 처벌 금지에 대한 조항이다.
과도한 보석금을 요구하거나, 과도한 벌금이 부과되어서는 안되며, 잔혹하고 이례적인 형벌이 부과되어서도 안된다.
Excessive bail shall not be required, nor excessive fines imposed, nor cruel and unusual punishments inflicted.

#### 제9조
제9조는 열거되지 않은 권리 경시 금지에 대한 조항이다.
본 헌법에 특정 권리를 열거한 사실이, 국민이 보유하는 그 밖의 여러 권리를 부인하거나 경시하는 것으로 해석되어서는 아니된다.
The enumeration in the Constitution, of certain rights, shall not be construed to deny or disparage others retained by the people.

#### 제10조
제10조는 각 주와 국민이 보유하는 권력에 대한 조항이다.
본 헌법에 의하여 미국 연방에 위임되지 아니하였거나, 각 주에게 금지되지 아니한 권한은 각 주나 국민이 보유한다.
The powers not delegated to the United States by the Constitution, nor prohibited by it to the States, are reserved to the States respectively, or to the people.

## 같이 보기
- 미합중국 헌법
- 권리장전
  - 영국의 권리장전
  - 미국의 권리장전
  - 프랑스 인권선언 - 프랑스의 권리장전
  - 세계인권선언 - 세계의 권리장전
  - 대한민국의 권리장전